# Wentworth (South Yorkshire)
Wentworth – wieś w Anglii, w hrabstwie ceremonialnym South Yorkshire, w dystrykcie metropolitalnym Rotherham. Leży 12 km na północ od miasta Sheffield i 236 km na północ od Londynu. Miejscowość liczy 1223 mieszkańców.
W jej sąsiedztwie znajduje się rezydencja arystokratyczna Wentworth Woodhouse.